# Jorge Ormos
Jorge Ormos Grozzi, geboren als György Ormos, (* 2. Mai 1914 in Österreich-Ungarn; † 4. Januar 2013 in Toronto) war ein ungarischer Fußballtrainer.

## Karriere
Jorge Ormos war als Spieler zwölf Spielzeiten beim MTK Budapest FC aktiv. 1949 wanderte der Ungar nach Südamerika aus. Als Trainer war er bereits in Ungarn, der Türkei und Italien aktiv gewesen. In Chile trainierte Ormos den CD Green Cross, die beiden Universitätsmannschaften CF Universidad de Chile und CD Universidad Católica sowie Everton. Unter Ormos bei La U debütierte Leonel Sánchez, bei UC setzte der ungarische Trainer den vielfachen Nationaltorwart Sergio Livingstone nicht als Stammtorwart ein, so dass dieser verliehen wurde. 1959 trainierte Ormos den argentinischen Klub Gimnasia y Esgrima La Plata.